# Motor de balancín

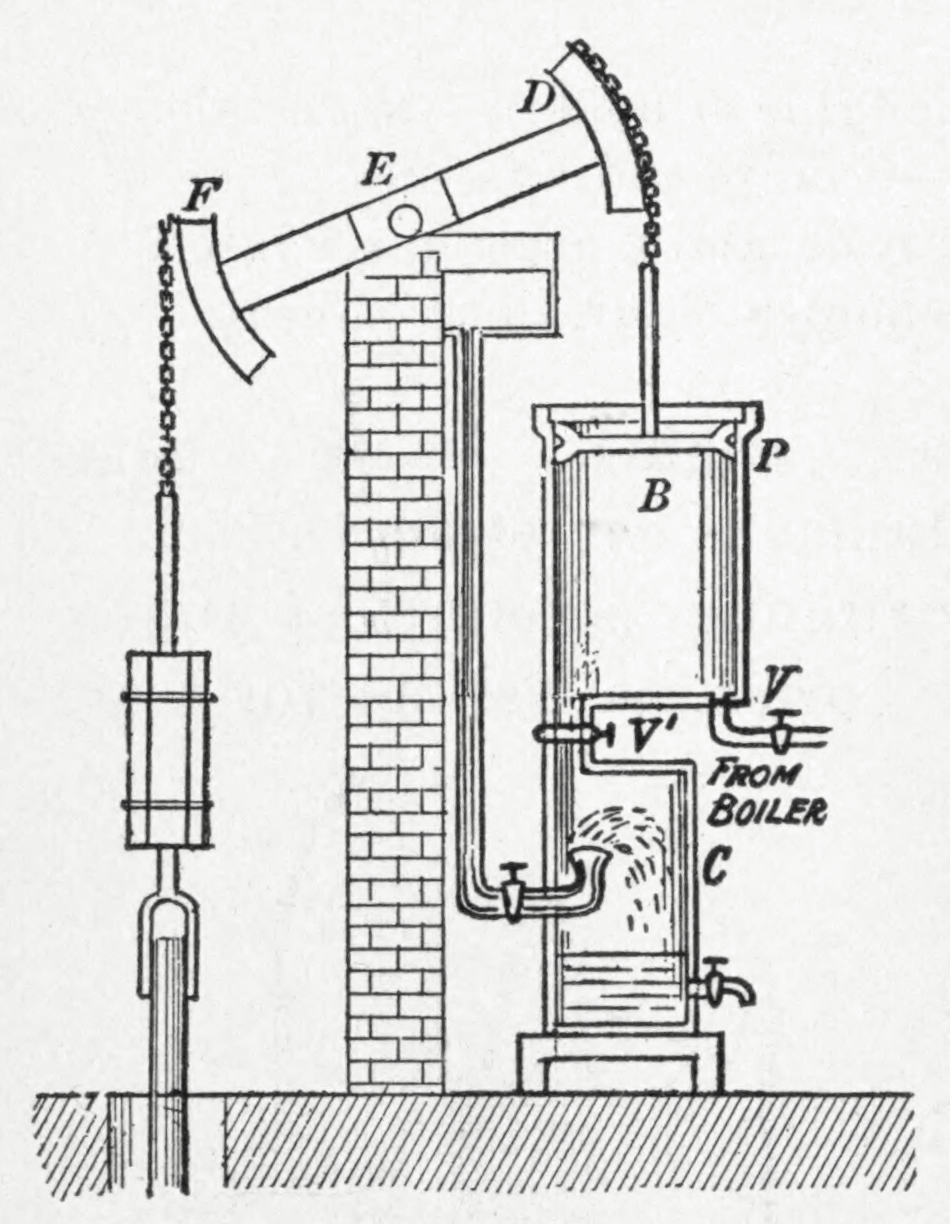
Un motor Watt: el grabado muestra las entradas de vapor y de agua

Un motor de balancín es un tipo de máquina de vapor donde se usa una viga superior pivotante para aplicar la fuerza de un pistón vertical a una biela también vertical. Esta configuración, con el motor accionando directamente una bomba, fue utilizada por primera vez por Thomas Newcomen alrededor de 1705 para eliminar el agua de las minas en Cornualles. La eficiencia de los motores fue mejorada por ingenieros como James Watt, quien agregó un condensador separado; Jonathan Hornblower y Arthur Woolf, que combinaron cilindros; y William McNaught, quien ideó un método para transformar un motor ya existente en uno compuesto. Los motores de balancín se usaron por primera vez para bombear agua de minas o canales, pero también se usaron para bombear agua con el fin de complementar el flujo de las ruedas hidráulicas que alimentaban los molinos. 

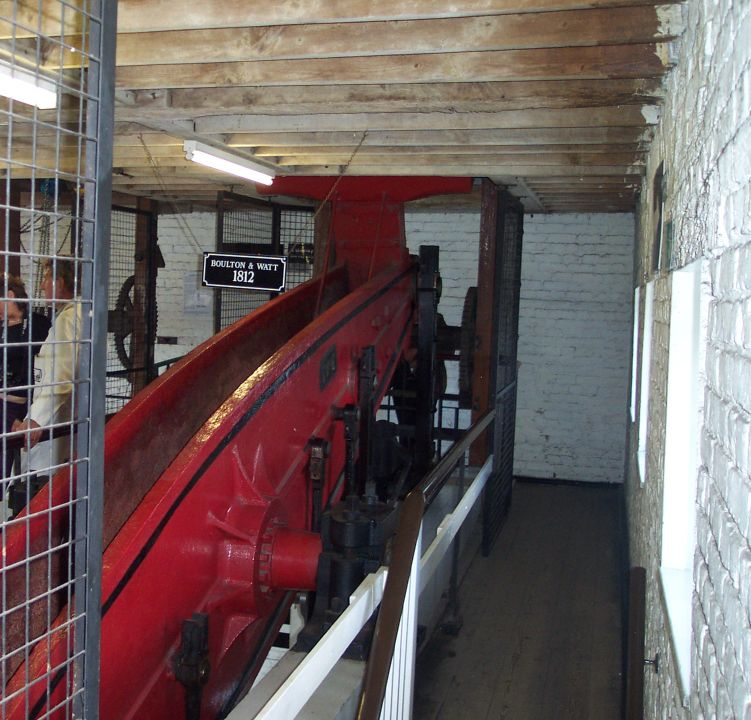
El balancín de hierro fundido del motor Boulton & Watt de 1812 en la estación de bombeo Crofton – el ejemplo in situ en servicio más antiguo del mundo

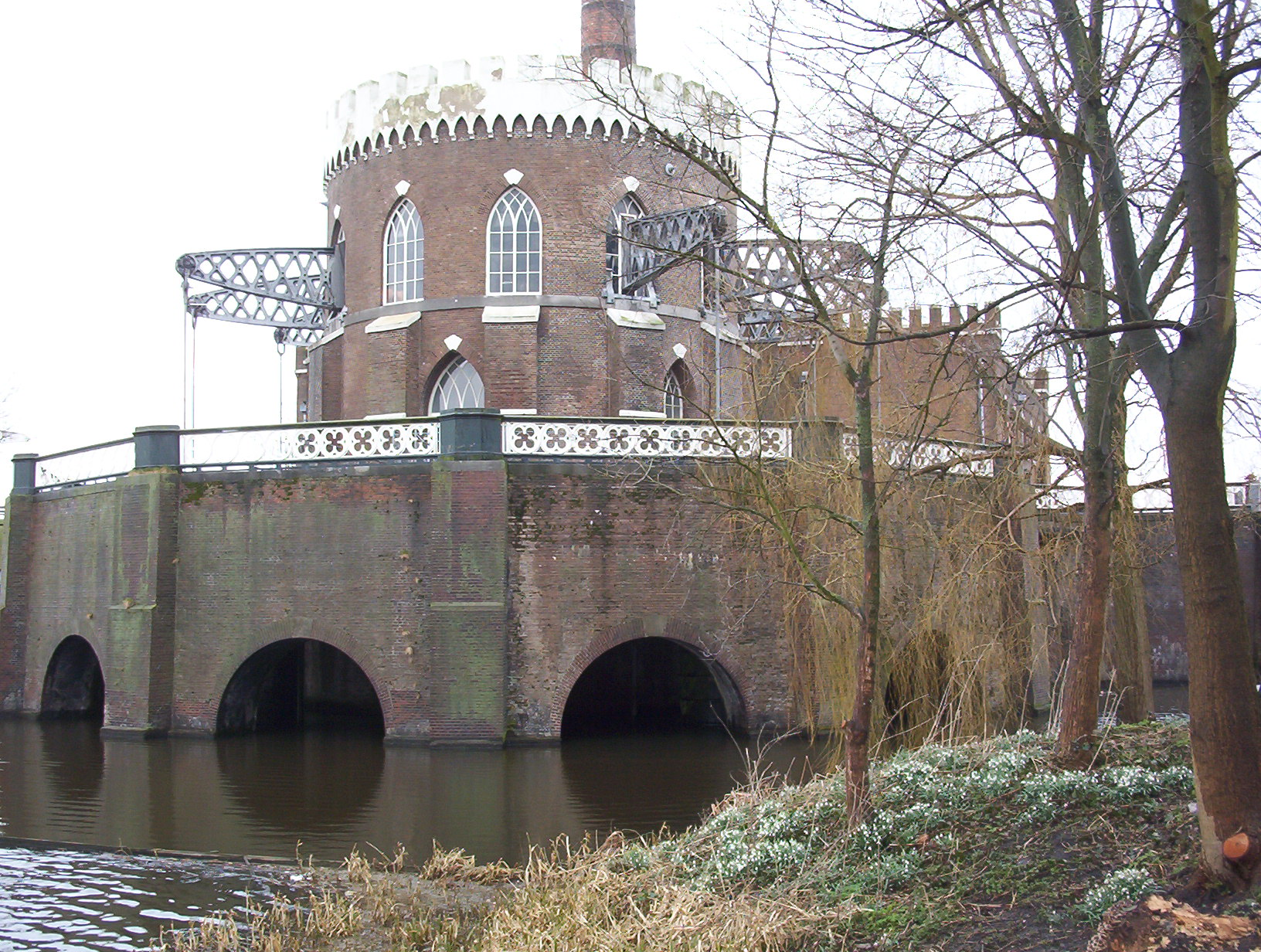
Detrás del Museo De Cruquius, cerca de Ámsterdam, una antigua estación de bombeo solía evacuar el agua del Haarlemmermeer. La imagen muestra los balancines del motor de bombeo y el desnivel de 9 metros con respecto al río Spaarne. El motor de balancines es el más grande jamás construido, y estuvo en uso hasta 1933

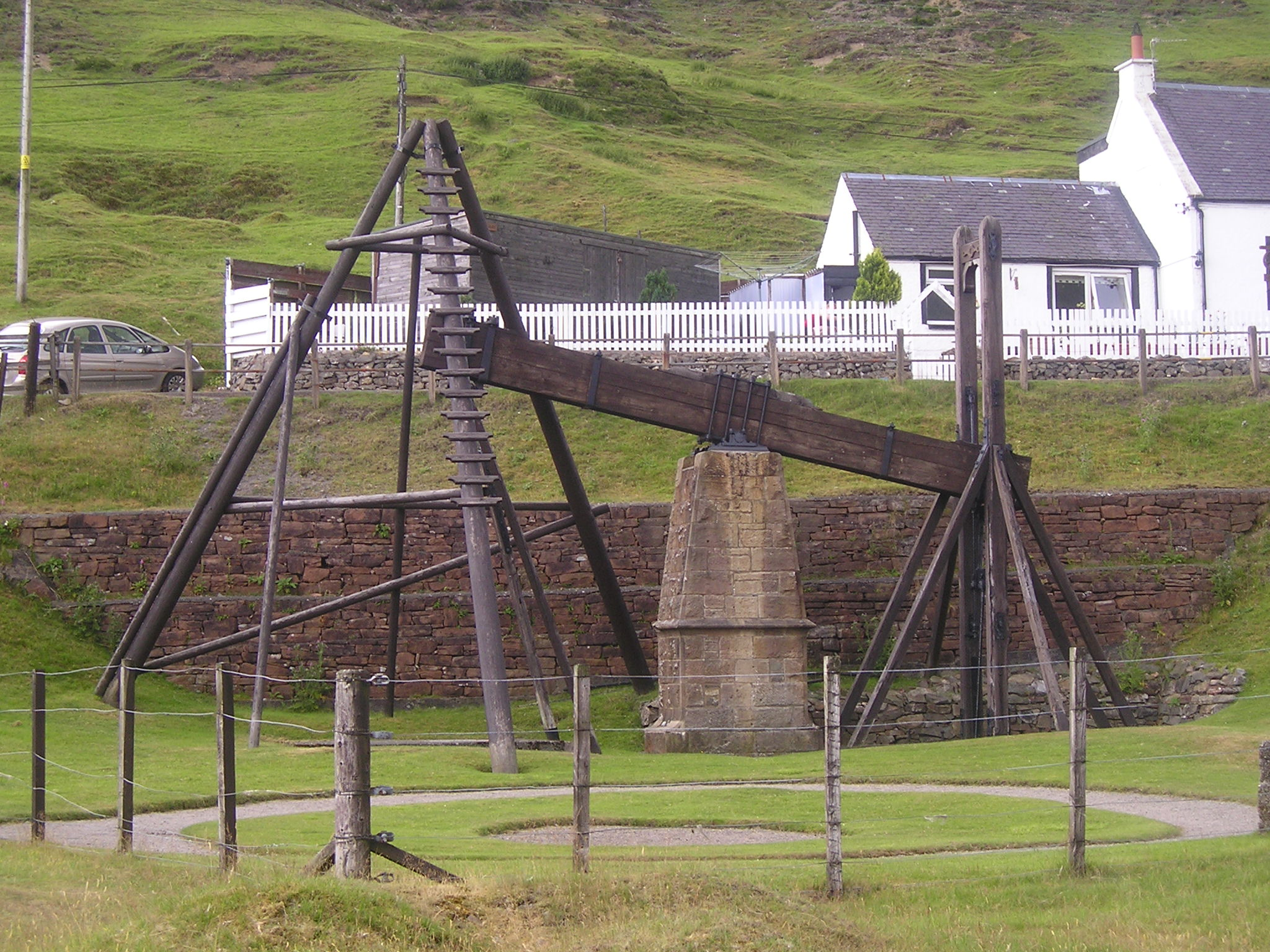
Los restos de un motor de balancín para bombear agua en Wanlockhead

El motor de balancín rotativo es un diseño posterior en el que la biela acciona un volante de inercia por medio de una manivela (o, históricamente, por medio de un engranaje sol y planeta). Estos motores podían usarse para alimentar directamente el eje de línea principal de las máquinas de un taller. También podían usarse para impulsar barcos de vapor. 

## Historia
Los primeros motores de balancín estaban accionados por un salto de agua, y se usaban para bombear agua de las minas. Un ejemplo conservado se puede ver en la mina de plomo Straitsteps en Wanlockhead, en Escocia. 
Se utilizaron ampliamente para impulsar las bombas en el sistema de canales ingleses, cuando se expandió por medio de esclusas a principios de la Revolución Industrial, y también para drenar el agua de las minas en el mismo período, y como motores de bobinado. 
El primer motor de balancín relacionado con el vapor fue desarrollado por Thomas Newcomen. Estrictamente hablando, no estaba impulsado por vapor, ya que el vapor introducido debajo del pistón se condensaba para crear un vacío parcial, permitiendo así que la presión atmosférica empujase hacia abajo el pistón. Por lo tanto, después se le ha denominado motor atmosférico. El motor atmosférico Newcomen fue adoptado por muchas minas en Cornualles y en otros lugares, pero era relativamente ineficiente y consumía una gran cantidad de combustible. John Smeaton mejoró el motor, pero James Watt resolvió las principales ineficiencias del motor Newcomen en su máquina de vapor Watt, mediante la adición de un condensador separado, permitiendo así que el cilindro permaneciese caliente. 
Técnicamente, todavía era un motor atmosférico hasta que (bajo patentes posteriores) se cerró la parte superior del cilindro, introduciendo vapor para empujar también el pistón hacia abajo. Esto lo convirtió en una verdadera máquina de vapor y posiblemente lo confirma como el inventor de este tipo de máquinas. También patentó el regulador centrífugo y el movimiento paralelo. Esto último permitió el reemplazo de las cadenas alrededor de un cabezal con forma de arco, y por lo tanto, permitió su uso como motor rotativo. 
Sus patentes permanecieron vigentes hasta principios del siglo XIX y algunos autores señalan que este hecho retrasó su desarrollo. Sin embargo, otros inventores habían estado estudiando su motor, y al final del período de patente hubo una explosión de nuevas ideas y mejoras. Los motores de balancín de Watt se utilizaron comercialmente en grandes cantidades, y muchos continuaron funcionando durante 100 años o más. 
Watt tenía patentes sobre aspectos clave del diseño de su motor, pero su motor rotativo estaba igualmente restringido por la patente de James Pickard de la manivela simple. El motor de balancín se mejoró y amplió considerablemente en las áreas ricas en estaño y cobre del suroeste de Inglaterra, lo que permitió el drenaje de las minas profundas que existían allí. En consecuencia, los motores de balancín de Cornualles se hicieron mundialmente famosos, y permanecen entre los motores de su tipo más masivamente construidos. 
Debido a la cantidad de patentes en varias partes de los motores y a las consecuencias de infringirlas, existen ejemplos de motores de balancín sin nombre del fabricante en ninguna de sus partes (Hollycombe Steam Collection). 

## Motores de balancín rotativos

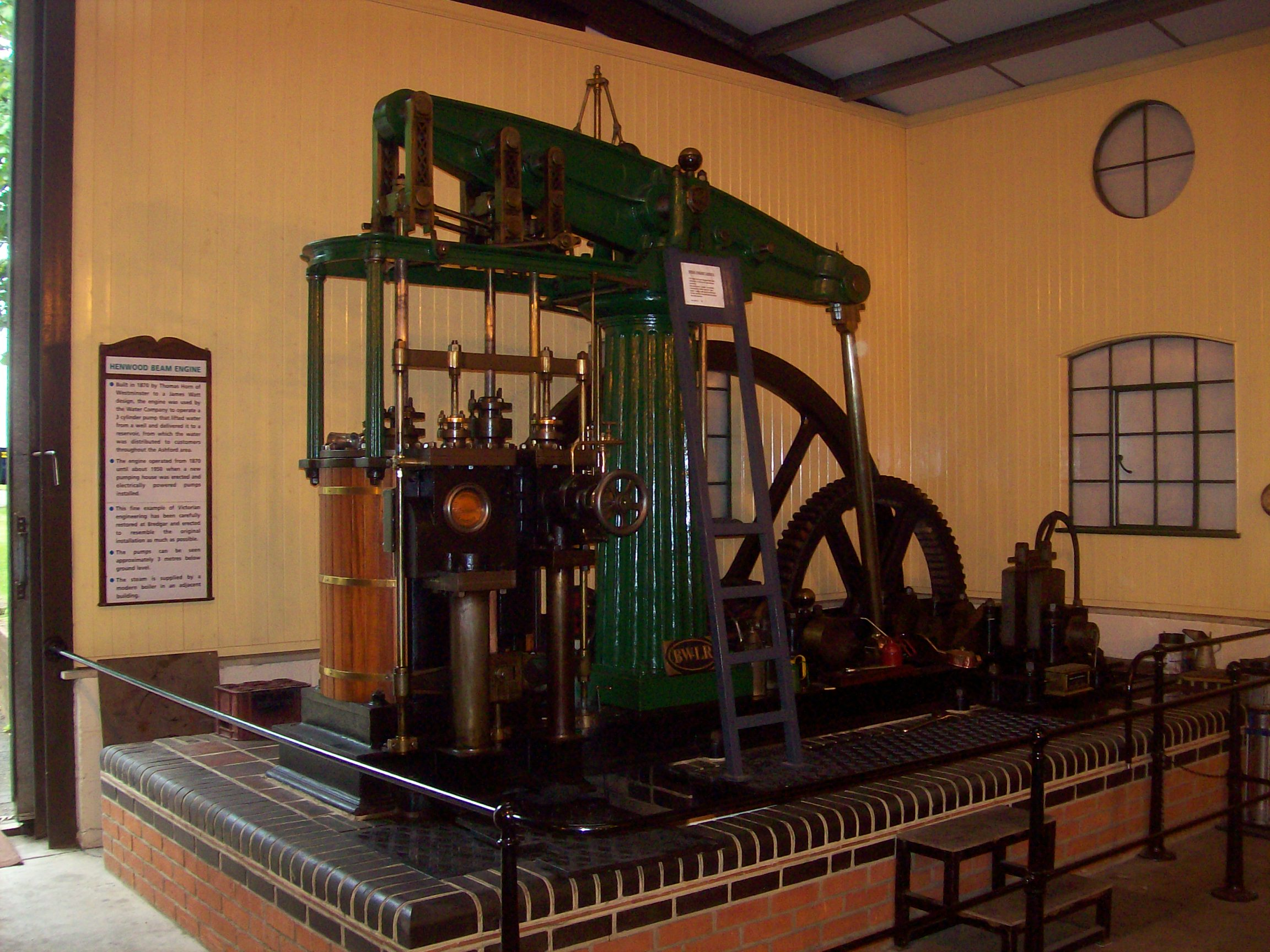
Un pequeño motor de balancín rotativo, construido en 1870 por Thomas Horn con un diseño de James Watt. La manivela es visible en la parte delantera, el volante de inercia parcialmente oculto por el motor (originalmente instalado en una planta de abastecimiento de agua en Ashford, ahora operativo y preservado en el Ferrocarril Ligero de Bredgar y Wormshill)

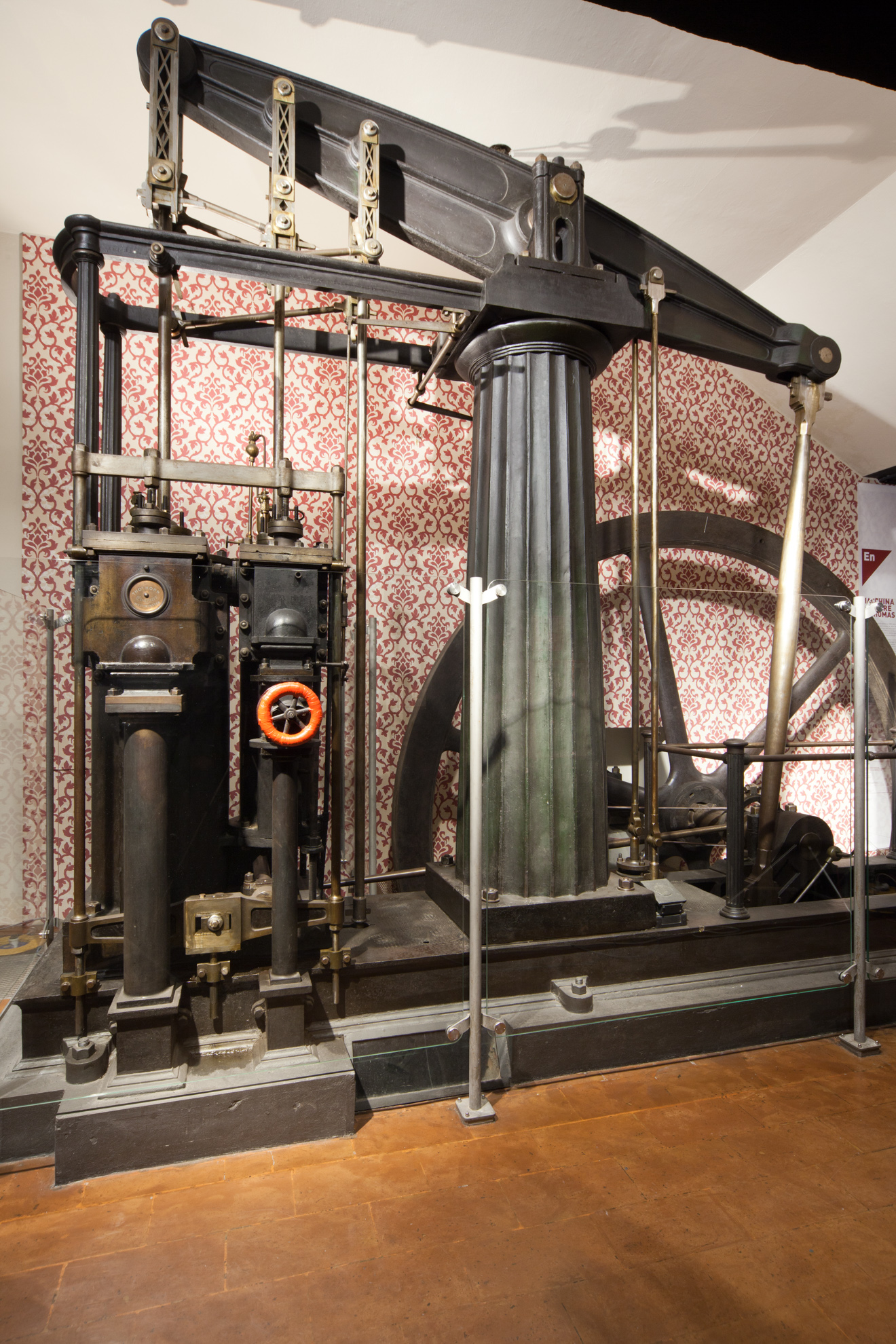
Máquina de balancín de Thomas Horn. Museo Nacional de la Ciencia y la Tecnología Leonardo da Vinci, Milán

En un motor de balancín giratorio, el pistón está montado verticalmente, y el vástago del pistón lo impulsa como antes. Una biela desde el otro extremo del balancín, en lugar de accionar la varilla de una bomba, ahora impulsa un volante. 
Los primeros motores de Watt usaban el engranaje sol y planeta (patentado por Watt), en lugar de una simple manivela, ya que el uso de esta última estaba protegida por una patente propiedad de James Pickard. Cuando la patente expiró, la manivela simple se empleó universalmente. Una vez logrado el movimiento giratorio, se puede unir una correa de transmisión al volante. Este entregaba la potencia a otros ejes de transmisión, y desde otras correas, se podía usar para alimentar una gran variedad de maquinaria estática, como por ejemplo, trilladoras, rectificadoras o fresadoras. 

### Motores de balancín marinos
Los primeros barcos a vapor utilizaron variantes del motor de balancín rotativo. Estas máquinas de vapor marinas, conocidas como de palanca lateral, saltamontes, de cruceta o de 'viga móvil', entre otras, se diferenciaban de las máquinas terrestres originales en la ubicación de los balancines en diferentes posiciones para ocupar menos espacio a bordo del barco. 
- Wikimedia Commons alberga una categoría multimedia sobre Máquinas de balancín rotativas.

## Paso a motores compuestos
Los motores compuestos involucran el uso de dos o más cilindros. El vapor a baja presión residual del primer cilindro de alta presión, pasa al segundo cilindro, donde se expande aún más y proporciona más impulso. Este es el efecto compuesto. El vapor residual del segundo cilindro puede producir todavía más trabajo si después se pasa a un condensador de la manera normal. El primer experimento con la composición fue realizado por Jonathan Hornblower, quien obtuvo una patente en 1781. Su primer motor fue instalado en la mina Tincroft de Cornualles. Tenía dos cilindros, uno de 21 pulgadas (0,53 m) de diámetro con 6 pies (1,83 m) de carrera y otro de 27 pulgadas (0,69 m) de diámetro con 8 pies (2,44 m) de carrera, colocados uno al lado del otro en un extremo del balancín. Los primeros motores mostraron poco aumento de rendimiento: la presión de vapor era demasiado baja, las tuberías de interconexión eran de pequeño diámetro y el condensador era ineficaz.
En este momento, las leyes de la termodinámica no se entendían adecuadamente, en particular el concepto de cero absoluto. Ingenieros como Arthur Woolf intentaban abordar un problema de ingeniería con una comprensión imperfecta de la física. En particular, su engranaje de válvula se cerraba en una posición incorrecta de la carrera, no permitiendo el trabajo expansivo en el cilindro. Los exitosos motores compuestos de Woolf se produjeron en 1814, para la mina de cobre Wheal Abraham y la mina de estaño de Wheal Vor.

## Motores McNaught
William McNaught patentó un motor de balancín compuesto en 1845. En un motor de balancín del diseño estándar de Boulton & Watt, colocó un cilindro de alta presión, en el lado del balancín opuesto al del único cilindro existente, donde normalmente se instalaba la bomba de agua. Esto tuvo dos efectos importantes: redujo enormemente la presión sobre el balancín, y el tubo de vapor de conexión, que era largo, actuó como un receptor expansivo, el elemento que faltaba en el diseño de Woolf. Esta modificación podría hacerse retrospectivamente, y se dijo que los motores así modificados eran "McNaughteados". Las ventajas de un motor compuesto no fueron significativas a presiones inferiores a 60 psi (410 kPa), y buscando la máxima eficacia se llegaron a alcanzar más de 100 psi (690 kPa) de presión.

## Motores de balancín conservados

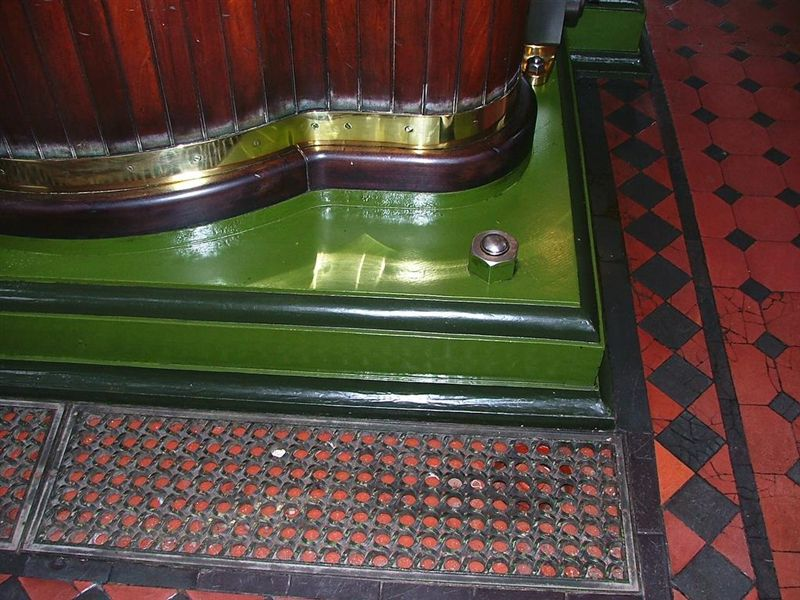
Placa base y revestimiento de caoba, motor de balancín, British Engineerium, Brighton

- Estación de bombeo de Abbey (Leicester, Inglaterra): alberga cuatro motores compuestos Woolf de balancín rotativos, construidos por Gimson y Compañía, de Leicester.[4]
- Museo del Vapor de Bolton (Bolton, Inglaterra): incluye varios motores de balancín giratorios utilizados originalmente para accionar molinos.
- Estación de bombeo de Claymills (Burton-on-Trent, Staffordshire, Inglaterra): cuatro motores de bombeo de balancín compuestos, rotativos y de balancín Woolf; cinco calderas de Lancashire; más de treinta motores auxiliares, incluida la dinamo a vapor más antigua del país.
- Coldharbour Mill (Uffculme, Devon) - 1867; motor de balancín Kittoe y Brotherhood, más un motor compuesto cruzado Pollit & Wigzell de 300 CV. En vapor, la mayoría de los días festivos se pone en marcha un motor de vapor, junto con otras máquinas más pequeñas.
- Bomba de balancín de Coultershaw (West Sussex, Inglaterra): motor accionado por agua, conservado desde 1782.
- Estación de bombeo de Crofton (Great Bedwyn, Inglaterra): dos motores, incluido el motor 'Cornish' más antiguo, en su ubicación original, en el mundo (1812).
- Estación de bombeo de Crossness (Abbey Wood, Londres, Inglaterra): conjunto de cuatro motores de balancín rotativos: los ejemplos en servicio más grandes que se conservan.
- Motor de Dogdyke (Tattershall, Lincolnshire) - motor de drenaje y rueda de cucharas, en marcha los fines de semana de verano.
- Casa de Motores de Eastney Beam (Portsmouth, Inglaterra): contiene dos motores de balancín rotativos para el bombeo de aguas residuales. Datan de 1887.
- Elsecar (Elsecar, South Yorkshire, Inglaterra): el único motor Newcomen sobreviviente (en el mundo) que se ha mantenido en su ubicación original (1795).
- Planta de Agua de Goulburn (Goulburn, NSW, Australia) - Motor de balancín Appleby Bros (1883) de 120 CV todavía en funcionamiento en el edificio original de la casa de bombas.
- Motor de balancín de Grazebrook: un gran Boulton & Watt de bombeo diseñado con un diámetro de 42 pulgadas (1,07 m), en exhibición estática en la rotonda de Dartmouth en la A38 (M) en Birmingham, Inglaterra.
- Colección del Vapor Hollycombe (Liphook, Hampshire, Inglaterra) - Un pequeño motor rotativo de balancín (aproximadamente de 5 caballos) en servicio, que data de aproximadamente de 1850, utilizado para alimentar maquinaria agrícola, con una rueda de agua unida para complementar la potencia.
- Mina Levant y Máquina de Vapor de Balancín (Trewellard, Pendeen, Inglaterra): un motor de balancín en servicio en una propiedad del National Trust en West Cornwall, Inglaterra.
- Motor de Balancín de Markfield (Tottenham, Londres, Inglaterra): un motor rotativo compuesto.
- Museo De Cruquius (Cruquius, Países Bajos): se cree que el motor de ocho balancines de Cruquius es el motor de vapor más grande jamás construido.
- Motor Memorial Newcomen (Dartmouth, Devon) - que data de alrededor de 1725. Mecanismo hidráulico agregado con fines de demostración.
- Museo Industrial de Nottingham (Nottingham, Inglaterra) - La Steam Gallery contiene un impresionante motor Basford Beam, uno del par de motores construidos en 1858 por RW Hawthorn en Newcastle upon Tyne. Se instaló en la estación de bombeo de Basford para elevar el agua 110 pies (33,5 m) desde las capas de arenisca del subsuelo para suministrar agua dulce a la ciudad de Nottingham. El motor se reemplazó en 1965 y se trasladó a la Steam Gallery diseñada al efecto, donde se encendió por primera vez en 1975.
- Motor Pinchbeck (Spalding, Lincolnshire): motor con un bastidor en 'A' estáticamente conservado.
- Mina Poldark (Trenear, Cornwall) - Máquina de balancín con motor de Cornualles en la mina de estaño de Harvey Hale, posteriormente Greensplat China Clay Pit, que data de aproximadamente 1850. Mecanismo hidráulico agregado con fines de demostración. La última que trabajó comercialmente en Cornualles, hasta diciembre de 1959, se mudó a Poldark en 1972.[5]
- Museo de Motores de Ryhope (Ryhope, Inglaterra) - motores gemelos de balancín rotativos; construidos en 1868.
- Motor Smethwick (Smethwick, Birmingham, Inglaterra): la máquina de vapor en funcionamiento más antigua del mundo (1779).
- Antigua Máquina de Stretham (Stretham, Cambridgeshire): motor y rueda de palas conservados estáticamente.
- Museo del Vapor de Strumpshaw (Strumpshaw, Inglaterra): cuenta con un antiguo motor Addington de balancín, que funciona con aire comprimido.
- Estación de Bombeo de Tees Cottage (Darlington, Inglaterra): un motor Woolf compuesto rotativo de dos cilindros en funcionamiento, diseñado por Glenfield y Kennedy de Kilmarnock y construido por Teasdale Bros, bajo T&C Hawksley, Ingenieros Civiles, Londres.
- El motor de balancín rotativo Boulton & Watt (tipo engranaje sol y planeta) en el Museo Nacional de Escocia (1786).[6][7] Trabaja ocasionalmente, accionado neumáticamente.
- Motor Newcomen de Caprington Colliery en el Museo Nacional de Escocia. Trabaja ocasionalmente, accionado de forma neumática.
- Museo Henry Ford (Dearborn, Míchigan, EE. UU.) - Guarda el Fairbottom Bobs, un motor Newcomen de la década de 1760.
- El Museo del Agua y del Vapor de Londres (Brentford, Londres, Inglaterra): cinco motores 'Cornish' (en su ubicación original) de los cuales cuatro están operativos, junto con dos motores de balancín rotativos (en el museo), incluido el 'motor Cornish' en funcionamiento más grande del mundo con un cilindro de 2,286 m de diámetro.
- The Western Springs Water Works (Auckland, Nueva Zelanda) - 1877 doble motor compuesto Woolf. En su ubicación original, restaurado y en funcionamiento, con el Museo de Transporte y Tecnología construido a su alrededor. La restauración de la Casa de Bombas y la casa de Ingenieros original fue galardonada con el Premio al Mérito 2009 otorgado por el Programa de Conservación del Patrimonio Cultural del Patrimonio de Asia-Pacífico de la UNESCO.